# Otto Hofbauer
Otto Hofbauer, altresì noto come Karl Hofbauer (4 gennaio 1932), è un ex calciatore austriaco, di ruolo centrocampista.

## Carriera

### Club
Vanta 39 presenze e 21 reti in Bundesliga, ad una media di 0,54 reti a partita.

### Nazionale
Esordisce il primo maggio 1955 contro la Svizzera (2-3), realizzando un gol.